# Bombay Sapphire

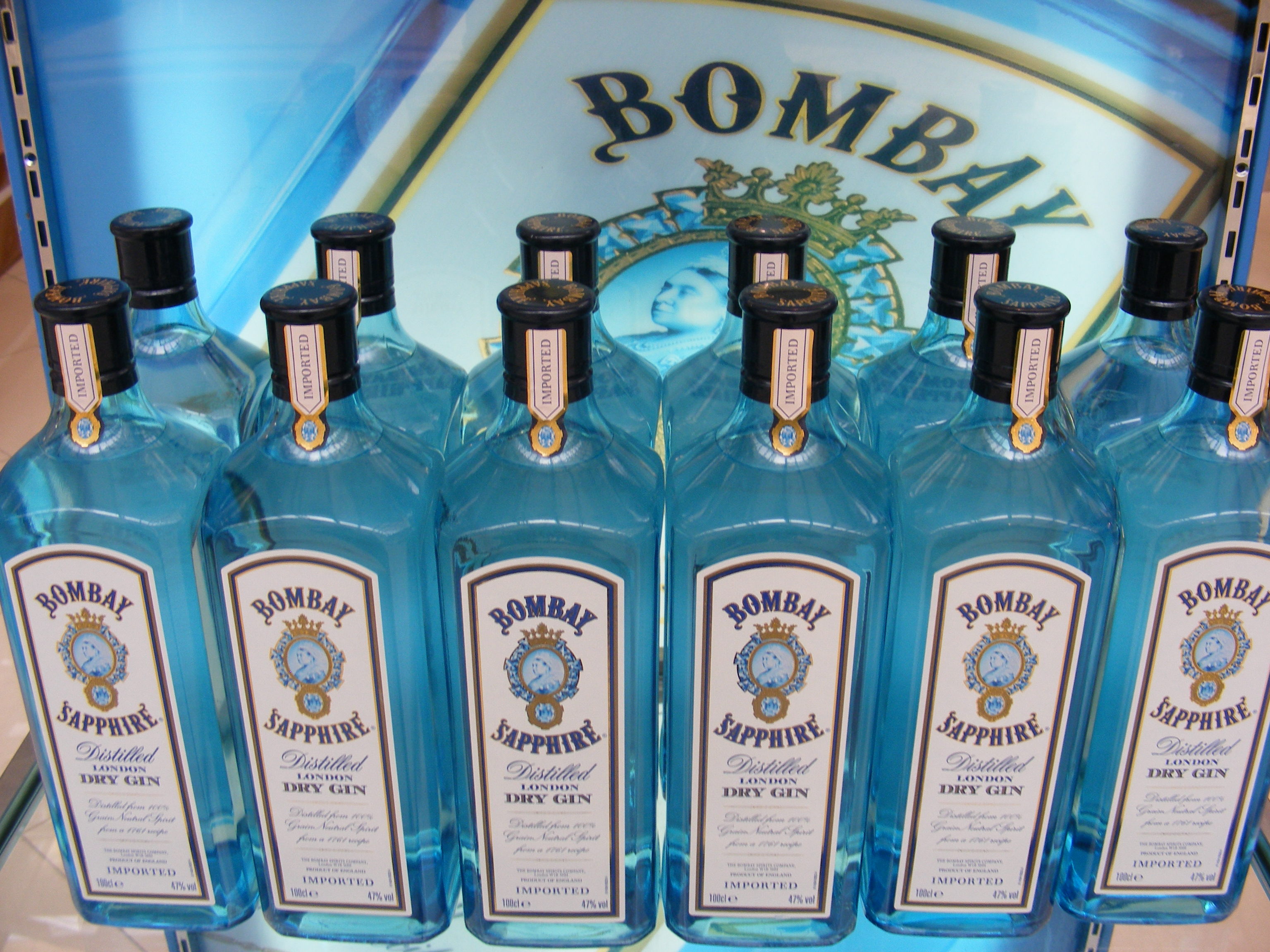
Bouteilles de Bombay Sapphire sur un support publicitaire.

Bombay Sapphire est une marque de gin contrôlée par Bacardi, lancée en 1987. Son nom fait allusion à la popularité du gin en Inde à l'époque de la domination britannique. Il est vendu dans une bouteille de couleur bleue transparente, l'étiquette portant l'effigie de la reine Victoria. Sa préparation fait intervenir des extraits d'amande, d'écorce d'orange, de réglisse, de genièvre, d'iris, d'angélique, de coriandre, de cannelle, de cubèbe et de maniguette.

## Bombay Sapphire dans la culture populaire

### Musique
- On peut apercevoir de manière récurrente des bouteilles de Bombay Sapphire dans plusieurs clips vidéos de Wiz Khalifa.
- Mark Osegueda, chanteur de Death Angel consomme régulièrement des bouteilles de Bombay Sapphire sur scène.
- Diamond Deuklo, rappeur français, fait une allusion au Bombay Sapphire dans la chanson " Xavier " des Casseurs Flowters.
- Seth Gueko, rappeur français fait allusion au Bombay Sapphire dans sa chanson " C'est pas pareil " (" On s'bute à la Dom'Pé, et au Bombay Sapphire ").